# Bengough n.º 40
Bengough n.º 40 es un municipio rural canadiense situado en la provincia de Saskatchewan.

## Superficie
Bengough n.º 40 tiene una superficie de 1008,64 km².

## Demografía
En 2021, tenía 305 habitantes, una densidad poblacional de 0,3 hab./km², y 133 viviendas.